# W. T. Preston

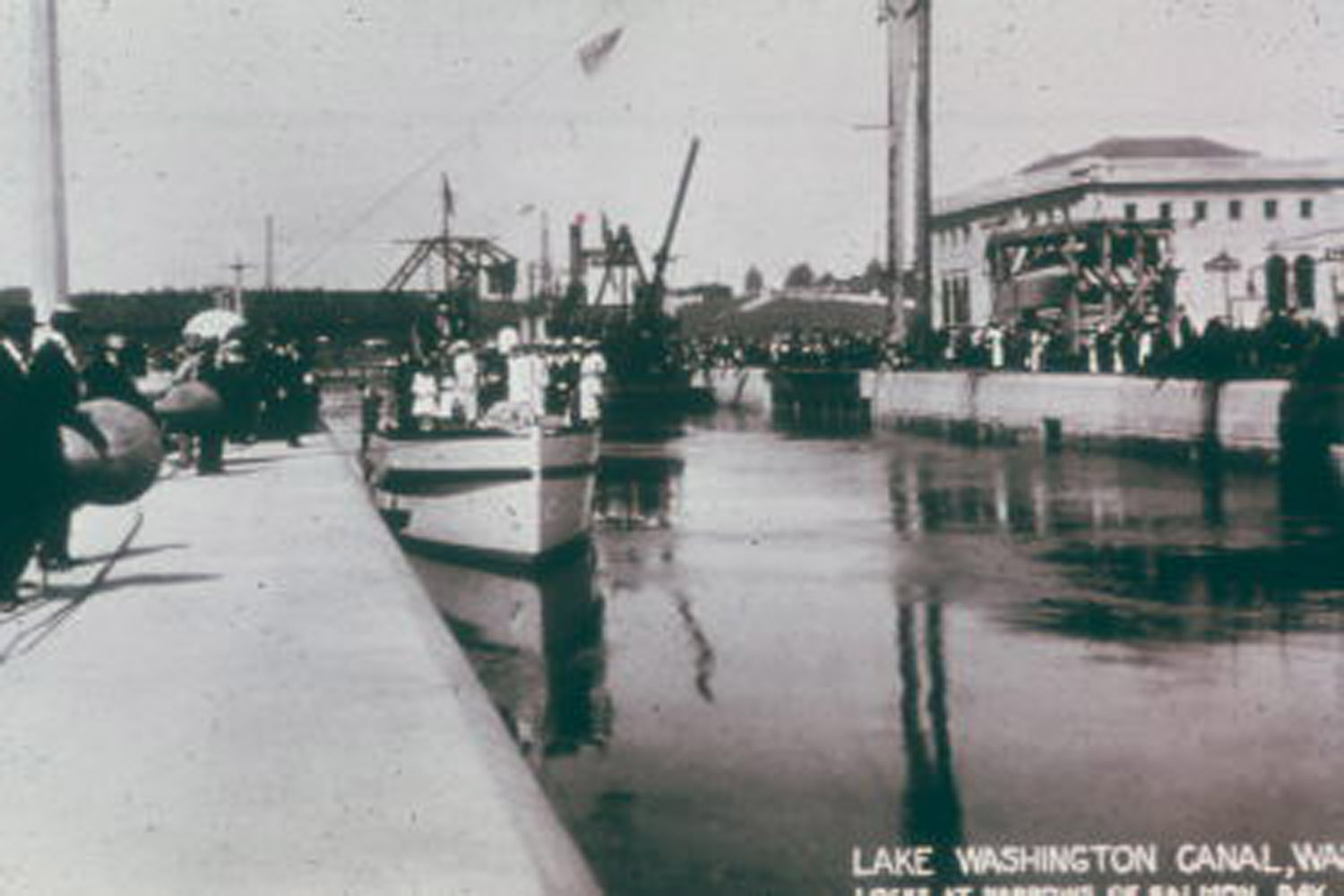
Einweihung der Hiram-M.-Chittenden-Schleuse am 4. Juli 1917. Im Hintergrund ist die Swinomish zu sehen, welche Spenderin für viele Baugruppen der W. T. Preston war.

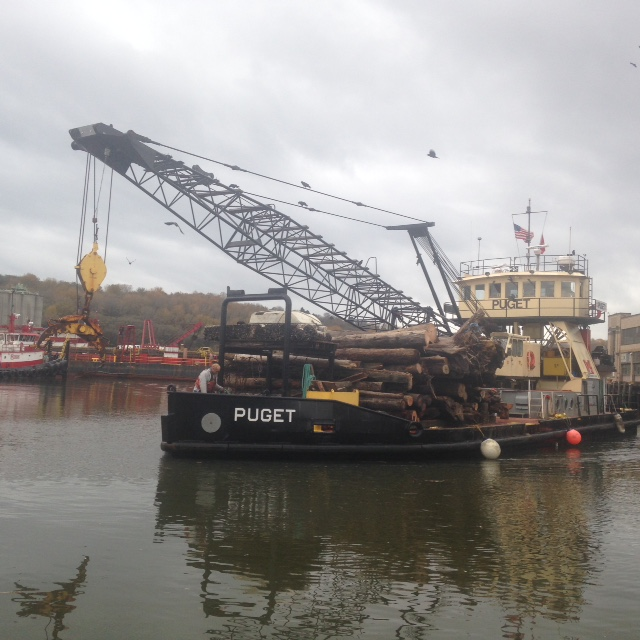
Die Puget, der Nachfolger der W. T. Preston

Die W. T. Preston ist ein US-amerikanisches Arbeitsschiff. Als sogenanntes Snagboat, eine Variante eines Kranschiffs, diente es zur Entfernung von großem Treibgut wie Baumstämmen aus Fahrrinnen von Flüssen. Das mit einer Dampfmaschine und einem Heckschaufelrad angetriebene Fahrzeug von 1929 ist seit 1989 ein geschütztes Denkmal (National Historic Landmark). Es ist eins von zwei verbliebenen Snagboats des United States Army Corps of Engineers und das einzige an der US-Westküste.

## Geschichte
Die W. T. Preston wurde von Olympia bis Blaine eingesetzt und befuhr den Puget Sound und die Flüsse Skagit, Stillaguamish und Snohomish.
Da nahezu untergetauchte treibende Baumstämme, Baumstümpfe und ähnliche Hindernisse eine Gefahr für Holzrumpfschiffe waren, deren Planken bei einer Kollision durchschlagen werden können, ließ die US-Bundesregierung spezialisierte Kranschiffe zur Beseitigung dieser Hindernisse bauen, um so den Handel über Wasserwege zu erleichtern. Der Schiffsname W. T. Preston ehrt den einzigen zivilen Ingenieur, der für das Army Corps of Engineers zur Zeit des Baus des Schiffs im Jahr 1929 tätig war. Die Hauptmaschine des Dampfers stammte ebenso wie viele Pumpen und andere Bauteile aus der Vorgängerin von 1914, der Swinomish, die ihrerseits die Skagit ersetzt hatte, das erste Snagboat auf den Flüssen des Puget Sound.
In vielerlei Hinsicht ähnelt die W. T. Preston der Samson V, einem ehemaligen Snagboat des kanadischen Department of Public Works. Dieses Schiff wird als Museum in New Westminster in British Columbia erhalten.
Ein Antrieb mit Heckschaufelrad ist einfach und robust sowie oftmals dauerhafter als die damit verwendeten Holzrümpfe der Schiffe mit niedrigem Tiefgang. Beim Bau der Samson V im Jahr 1937 wurden die Dampfmaschinen und eine Schaufelradwelle der Samson II aus dem Jahr 1905, Portalkranteile der Samson III aus dem Jahr 1914 und die Dampfwinde der Samson IV aus dem Jahr 1924 wiederverwendet. Wie die W. T. Preston diente auch die Samson V der Pflege und Wartung der Wasserstraßen bis zu ihrer Außerdienststellung im Jahr 1980, zu diesem Zeitpunkt war sie der letzte Heckraddampfer in Betrieb in Kanada.
Die ursprüngliche W. T. Preston war ein 163 Fuß langes Schiff mit hölzernem Rumpf, das bis 1939 schweres Treibgut fischte, leichte Baggerarbeiten ausführte sowie andere Unterhaltungs- und Instandhaltungsarbeiten an Schifffahrtseinrichtungen des Puget Sounds betrieb. In diesem Jahr 1939 baute das United States Army Corps of Engineers (Pionierkorps der US-Armee) ein neues Schiff auf einem geschweißten Rumpf auf und übertrug dafür das Heckschaufelrad, die Dampfmaschine, den Schornstein, Ausrüstung des Vorschiffs und andere Baugruppen auf diese zweite W. T. Preston. Die Aufgaben des Schiffs änderten sich im Verlauf der Zeit. Mit dem Rückgang der Bedeutung der Wasserstraßen für Warentransporte wuchs die Zahl der Baggereinsätze. Weiter wurde die Preston zur Feuerbekämpfung und für allgemeine Unterhaltungsarbeiten herangezogen. Im Verlauf ihrer Einsatzjahre hob sie sogar einen versunkenen Bomber und mehrere Pkw.
Das Army Corps of Engineers betrieb die W. T. Preston auf dem Puget Sound ab der Hiram-M.-Chittenden-Schleuse in Seattle für über 40 Jahre. Sie wurde 1981 außer Dienst gestellt. Ihr Ersatz, die Puget, wird seitdem ebenfalls von diesem Liegeplatz an der Schleuse eingesetzt.

## Snagboat Heritage Center

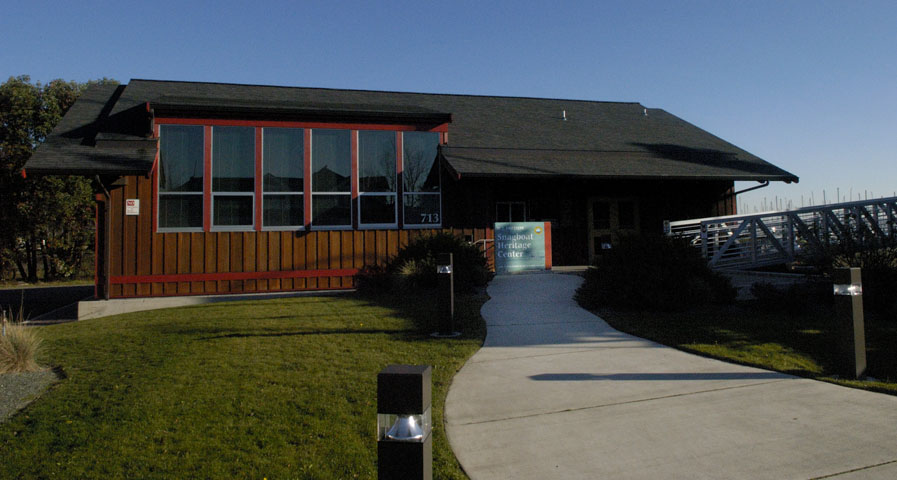
Das Snagboat Heritage Center

Die W. T. Preston wurde 1972 in das National Register of Historic Places aufgenommen. Sie steht in Anacortes am Cap Sante an Land. Weiterhin steht sie auch auf der Denkmalliste (City historic landmark) ihrer ehemaligen Stützpunktstadt Seattle. Als Museumsfahrzeug wird sie durch das City of Anacortes’ City Museum erhalten. Im Jahr 2005 wurde das Snagboat Heritage Center unmittelbar nördlich der W. T. Preston erbaut. Das Gebäude dient als Erlebnismuseum und beherbergt Artefakte, Modelle, Karten, weitere historische Texte und Informationen zum Thema der Snagboats, die zum Erhalt der Wasserstraßen des Gebiets eingesetzt waren.